# Flujo oscuro
En cosmología física, el flujo oscuro es un mecanismo hipotético propuesto para explicar algunos resultados sorprendentes en estudios recientes del movimiento a gran escala de grandes cúmulos galácticos los cuales parecen desplazarse hacia una zona entre las constelaciones de Vela y Centauro.
Se ha observado que la velocidad de los cúmulos es diferente de la que se podría esperar de la expansión del universo y esta velocidad no parece decrecer con la distancia, tal como sería predecible si estos cúmulos estuvieran acumulando velocidad como consecuencia de la gravedad ordinaria. Para explicarlo los investigadores han postulado que diferentes partes del universo tienden a tener diferentes velocidades, un vestigio del Big Bang. Se sospecha que las fluctuaciones de estos campos de velocidad son los responsables del movimiento de cúmulos.

## Predicciones
En algunos modelos de la inflación cósmica se puede interpretar un modelo en el que la velocidad primordial fluctúa de un punto a otro como respuesta gravitacional a estructuras que por ahora permanecen fuera del universo observable; de hecho, en 2010, estudios realizados por científicos de la NASA utilizando 1000 cúmulos de galaxias situados hasta a 3000 millones de años luz sugieren que este fenómeno puede estar producido o bien por la atracción gravitatoria de otro universo, o bien por una región del espacio-tiempo radicalmente distinta a la nuestra, pero en cualquier caso mucho más allá del universo observable.
El modelo predice la existencia de dos regiones en este universo, una de las cuales podría ser la que encontró el astrónomo Alexander Kashlinsky (1957-) del Goddard-Space-Flight-Center de la NASA. La otra región con tal comportamiento estaría en un parte inaccesible y no observable de nuestro universo.
En 2005, Laura Mersini-Houghton, física teórica de la Universidad de Carolina del Norte en Chapel Hill, y Richard Holman, profesor de la Universidad Carnegie Mellon, predijeron la existencia de ciertas anomalías en la radiación de fondo, debidas a la atracción gravitatoria que otros universos ejercerían sobre regiones del nuestro.

## Hallazgos experimentales
Investigaciones realizadas con ayuda de supernovas de tipo Ia ponen en duda la existencia de este fenómeno, pero la respuesta definitiva no se obtendría hasta 2012, cuando se hicieran públicos los resultados obtenidos por el satélite Planck de la Agencia Espacial Europea (ESA).
En junio de 2013 se publicó un mapa cósmico que incluye los datos de la radiación de fondo conseguidos por el telescopio Planck de la ESA. Dicho mapa muestra una fuerte concentración en la mitad sur del cielo y un 'punto frío' (‘cold spot’) que no puede ser explicado con las leyes actuales de la física, pero que concordaría con las predicciones de Mersini-Houghton y Holman. Sin embargo estudios posteriores han mostrado que en realidad parece ser una enorme zona del universo con apenas galaxias.
Cabe destacar, sin embargo, que aunque el análisis de los datos tomados por esa misión sugieren que el flujo oscuro no existe en 2015 Kashlinsky y colaboradores, analizando dichos datos y otros procedentes de la misión WMAP, afirman tener pruebas de su existencia.

## Enlaces
- Mysterious New 'Dark Flow' Discovered in Space on Space.com
- Preprint of the 'Dark Flow' paper - Results and Implications Archivado el 23 de noviembre de 2018 en Wayback Machine.
- Preprint of the 'Dark Flow' paper - Technical Details Archivado el 23 de noviembre de 2018 en Wayback Machine.
- Press release from Goddard Space Center
- Mysterious 'Dark Flow' May Be Tug Of Other Universe Archivado el 2 de septiembre de 2012 en Wayback Machine.
- Supernova research challenges cosmic "dark flow" mystery